# Johan Teterissa
Johan Teterissa, także Johan Teterisa (ur. 1961) – molukański nauczyciel, aktywista, członek Republiki Południowych Moluków.
W czerwcu 2007 roku Johan Teterissa przewodził grupie dwudziestu mężczyzn, którzy prowadzili pokojowy protest przed siedzibą prezydenta Indonezji. Po występie tanecznym wznieśli zakazaną przez rząd flagę wysp Moluków. Teterissa został skazany na dożywocie pod zarzutem zdrady. Później zmniejszono karę do 15 lat pozbawienia wolności. 25 grudnia 2018 r. Teterissa został zwolniony z więzienia.
Amnesty nazwała go więźniem sumienia. Był jednym z bohaterów Maratonu Pisania Listów 2016.